# Яр (Винницкая область)
Яр (укр. Яр) — посёлок, входит в Мурованокуриловецкий район Винницкой области Украины.
Население по переписи 2001 года составляло 4 человека. Почтовый индекс — 23411. Телефонный код — 4356. Занимает площадь 0,009 км². Код КОАТУУ — 522884203.

## Местный совет
23411, Вінницька обл., Мурованокуриловецький р-н, с. Михайлівці, вул. Леніна, 37